# Espinazo (Nuevo León)
Espinazo es una población del estado mexicano de Nuevo León, antigua estación de ferrocarril, está ubicada en el municipio de Mina, en las décadas de 1920 y 1930 fue el centro de un fenómeno religioso encabezado por el llamado Niño Fidencio.

## Historia
Espinazo tiene su origen como una estación de ferrocarril que une Saltillo y Piedras Negras, fue siempre una pequeña población dedicada únicamente las actividades ferrocarrileras y como centro de algunas haciendas ganaderas de la región, con una población sumamente baja, aproximadamente a partir de 1925 Espinazo fue ganando notoriedad por ser el lugar donde se encontraba un místico que obraba curaciones milagrosas, José Fidencio Constantino Síntora, más conocido como el Niño Fidencio, pronto fue famoso en todo el noreste de México y otras partes del país, convirtiéndose Espinazo en un enorme centro de peregrinación que llegó a congregar a miles de personas, desarrollando también toda una actividad económica y comercial basada en el peregrinaje, Fidencio era famoso por realizar operaciones sin anestesia y que no causaban dolor en sus pacientes, y por relacionar sus curaciones con lugares específicos del poblado, como un árbol de pirul desde el cual arrojaba objetos a los congregados a su alrededor siendo curados quienes recibían el golpe, y un charco lodoso ubicado en las afueras del poblado, donde sumergía a sus seguidores. La fama de Fidencio llegó a atraer el entonces Presidente de México, Plutarco Elías Calles, quien lo visitó en 1927. El niño Fidencio murió en 1938, desde entonces la actividad disminuyó pero aún hoy sigue siendo un centro de peregrinación, en el cual según sus seguidores, Fidencio sigue obrando milagros a través de encausadores de sus poderes denominados Cajitas.

## Localización y población
La población de Espinazo se encuentra en una zona desértica del noroeste del municipio de Mina, muy cerca a los límites del estado de Nuevo León con el de Coahuila de Zaragoza, se localiza en las coordenadas 26°16′02″N 101°06′30″O / 26.26722, -101.10833 y tiene una población de 292 habitantes según el Conteo de Población y Vivienda de 2005 realizado por el Instituto Nacional de Estadística y Geografía, de este total 150 son hombres y 143 mujeres.
Espinazo está comunicado por vía férrea con las ciudades de Saltillo y Piedras Negras, además en la cercana estación de Paredón se localiza otra vía férrea que comunica a Monterrey, en la actualidad no existe servicio de pasajeros sino únicamente carga. Además se comunica con una carretera estatal que comunica al pueblo con la Carretera Federal 53 desde donde se comunica hacia el sureste con la cabecera municipal, Mina y el Área Metropolitana de Monterrey, y hacia el noroeste con las ciudades de Castaños y Monclova. Al sur se encuentra la Sierra el Espinazo de Ambrosio.